# Friedrich von Müller
Friedrich von Müller (ur. 17 września 1858 w Augsburgu, zm. 18 listopada 1941 w Monachium) – niemiecki lekarz internista. Opisał tzw. objaw Müllera, obserwowany w niedomykalności zastawki aortalnej.
Studiował nauki przyrodnicze w Monachium i medycynę w Monachium pod kierunkiem Carla von Voita i Würzburgu. Doktorat uzyskał w Monachium w 1882 roku i został asystentem Carla Jakoba Adolfa Christiana Gerhardta w Würzburgu, a później w Berlinie. Habilitował się w dziedzinie chorób wewnętrznych w 1888 roku i został profesorem propedeutyki klinicznej i laryngologii w Bonn. Przeniósł się do Wrocławia w 1890 i Bazylei w 1899 roku, zanim wrócił do Monachium w 1902 roku. W 1922 roku został członkiem Niemieckiej Akademii Nauk Leopoldina (Deutsche Akademie der Naturforscher Leopoldina). W latach 1927–1934 był prezesem Deutsche Akademie, niemieckiego instytutu kultury. W 1927 roku miasto Monachium uczyniło go Honorowym Obywatelem.

## Wybrane prace
- Untersuchungen an zwei hungernden Menschen. Berlin, 1933
- Einige Fragen dess Stoffwechsels und der Ernährung. [Volkmann’s] Sammlung klinischer Vorträge. Leipzig, 1900